# Peter Sciberras

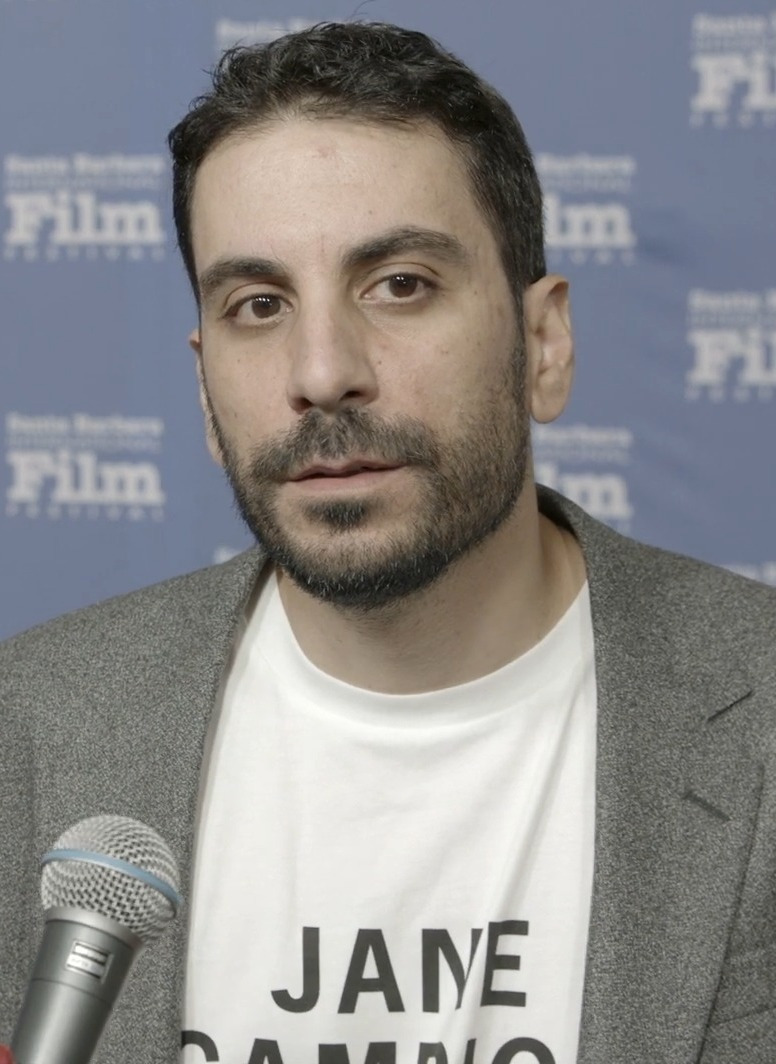
Peter Sciberras (2022)

Peter Sciberras ist ein australischer Filmeditor.

## Leben
Sciberras schnitt seit dem Jahr 2009 mehrere Kurzfilme. 2011 zeichnete er für den Schnitt von Amiel Courtin-Wilsons Drama Hail verantwortlich. Für Regisseur David Michôd schnitt Sciberras 2014 den Film The Rover. Beide arbeiteten später erneut für die Filme War Machine und The King zusammen.
2021 übernahm er den Schnitt von Jane Campions Literaturverfilmung The Power of the Dog, die ihm eine Oscar-Nominierung einbringen sollte. Ein Jahr später wurde er in die Academy of Motion Picture Arts and Sciences (AMPAS) berufen, die alljährlich die Oscars vergibt.
Sciberras lebt in Melbourne.

## Filmografie (Auswahl)
- 2009: The Pistachio Effect (Kurzfilm)
- 2009: Eskimo Kiss (Kurzfilm)
- 2009: Voyeurnet (Kurzfilm)
- 2010: Foreign Parts (Kurzfilm)
- 2011: The Father (Kurzfilm)
- 2011: Hail
- 2011: Meathead (Kurzfilm)
- 2014: The Rover
- 2015: Monaco (Kurzfilm)
- 2015: Tough & Cookie (Kurzfilm)
- 2017: War Machine
- 2018: Mr Inbetween (Fernsehserie, 2 Episoden)
- 2019: The King
- 2021: The Power of the Dog
- 2022: Man on Earth (Dokumentarfilm)
- 2023: Enemy (Foe)
- 2024: Blitz